# Чорні Лози (Гощанський район)
Чо́рні Ло́зи (пол. Czárne Łо́zy) — колишнє село в Рівненському районі Рівненської області. Знаходилось у складі Бугринської ґміни Рівненського повіту Волинського воєводства Польської республіки. Розташовувалось між селами Антопіль, Бабин, Дмитрівка та Підліски.

## Історичні дані
Як населений пункт село Чорні Лози починає згадуватися від 1922 року та фігурувати на мапах у період між Першою Світовою війною та Другою Світовою війною. Населення, це переважно еміґранти з окупованої більшовиками України, польські осадники та громадяни Чехословаччини.
У 1937 року солтисом (старостою) села Чорні Лози обрано було Шафранського Броніслава, поляка за національністю, підсолтисом (підстаростою) Трохимчука Григорія, українця за національністю. Більшість мешканців працювали на Бабино-томахівському цукрозаводі, що належав у 1920-30х роках компанії "LUDWIK TUCZEK S-ka". На 1936 рік село було електрифіковане та живилося від підстанції в Бабині разом із селами Підліски, Дмитрівка, Рясники, Дорогобуж та Подоляни. Повз село курсували автобуси сполученням Рівне-Гоща-Корець, Рівне-Межиріч (нині Великі Межиричі), Рівне-Бабин-Бугрин. Також мешканці Чорних Лоз брали активну участь у просвітянській діяльності, будучи членами "Просвітянської хати" в Бабині, яка була заснована 4 січня 1934 року. З січня 1934 року село у складі Рівненської ґміни.
З початком Німецько-радянської війни в червні 1941 року поблизу сіл Чорні Лози, Бабин та Дмитрівка відбувся епізод однієї з найбільших танкових битв по лінії Луцьк-Дубно-Броди (23-29 червня 1941р). Під час цієї битви у червні 1941 року згоріло декілька будинків. Починаючи з цього періоду село починає зазнавати постійних руйнувань та занепадає. З появою в місцевому лісі червоних партизанів, яких десантували сюди радянські спецпідрозділи НКВС у вересні 1941року, почалися репресії німецької окупаційної влади. За одного вбитого партизанами солдата Вермахту розстрілювали 10 цивільних місцевих мешканців. Таких випадків за 1941-1942 роки в сусідньому Бабині було кілька. В лютому 1944 року з поверненням сюди частин Червоної Армії та радянської влади настав новий період протистояння з місцевим населенням, що почало масово вступати до лав УПА. До 1945 року в Чорних Лозах майже не лишилось вцілілих будинків. Мешканці, що лишилися були розселилися по сусіднім селам.
Нині з колишнього села Чорні Лози розпочинається західна частина сучасного села Бабин.

## Населення
Згідно з повітовим переписом, станом на жовтень 1936 року проживало 480 осіб.